# Oosterse bolderik
De oosterse bolderik (Agrostemma gracile, synoniem: Agrostemma brachyloba) is een plant uit de anjerfamilie (Caryophyllaceae) met roze bloemen die bloeit van juli tot augustus. Hij heeft een hoogte van 0,70 tot 1 meter en is tweeslachtig. De soort komt in Nederland zeer zeldzaam voor als adventief.
De oosterse bolderik wordt beschouwd als de soort waaruit onze “gewone” bolderik zich heeft ontwikkeld tot een eigen taxon. Het enige wat er over de habitusvoorkeur bekend is (uit onder andere advertenties van tuincentra en zaadhandel) is dat hij het goed doet op open, zonnige, voedselrijke en goed gedraineerde grond. Maar waarschijnlijk kiest hij vergelijkbare standplaatsen als de bolderik. De plant stamt uit West-Azië en Centraal-Griekenland waar hij voorkomt in de omgeving van de stad Farsala, de enige inheemse vindplaats van Europa.
De plant wordt echter elders als sierplant gebruikt en is op een aantal plaatsen verwilderd, hetgeen ook zeer zeldzaam het geval is in Nederland. De oosterse bolderik is goed te onderscheiden van de bolderik door zijn tengere bouw en geringere beharing maar vooral doordat de plaat van de kroonbladen rijen zwarte stippen draagt en dat de kelkslippen niet voorbij de kroonbladen steken.